# Estepa
Estepa è un comune spagnolo di 12 632 abitanti situato nella comunità autonoma dell'Andalusia. Il patrono della città è Giacomo il Maggiore

## Geografia fisica
Il comune è attraversato dai fiumi Genil e Río Blanco.

## Amministrazione

### Gemellaggi
- Badia Polesine